# 칸테레 드라마 라보
칸테레 드라마 라보(일본어: カンテレドラマらぼ)는 간사이 TV 방송 제작으로, 2019년 4월 26일부터 매주 금요일 0시 25분 ~ 0시 55분에 방송되고 있는 일본의 텔레비전 드라마 시간대이다.

## 작품 목록
- 《미나미의 제왕 ZERO》
- 《"이 미스"대상 드라마 시리즈》
  - 《시공탐정 오유우 오오에도 과학수사》
  - 《이름없는 복수자 ZEGEN》
  - 《사망 플래그가 났어요!》
  - 《연쇄 살인마 개구리 남자》